# Obebodd ö

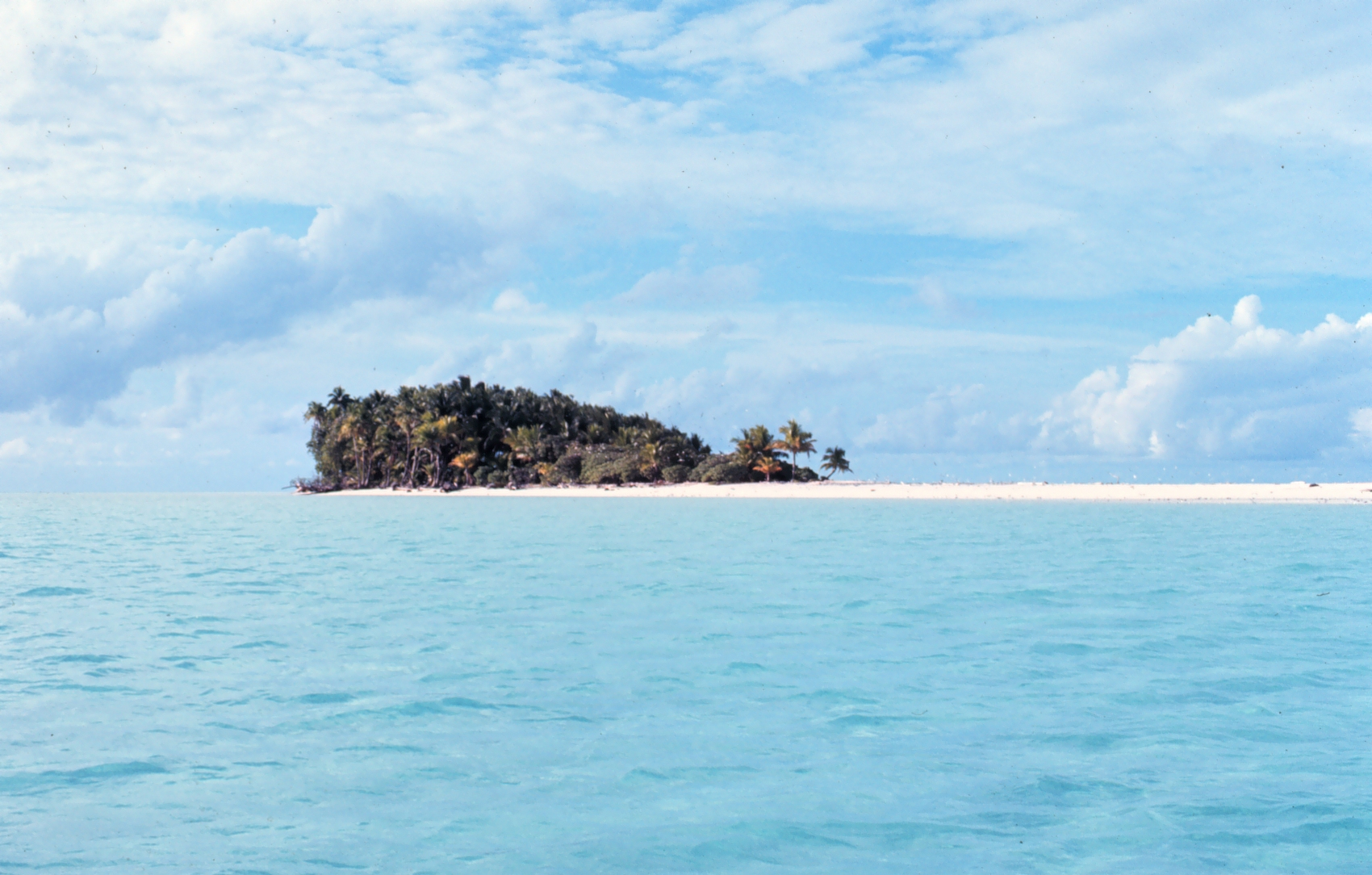
Obebodd ö i Palau.

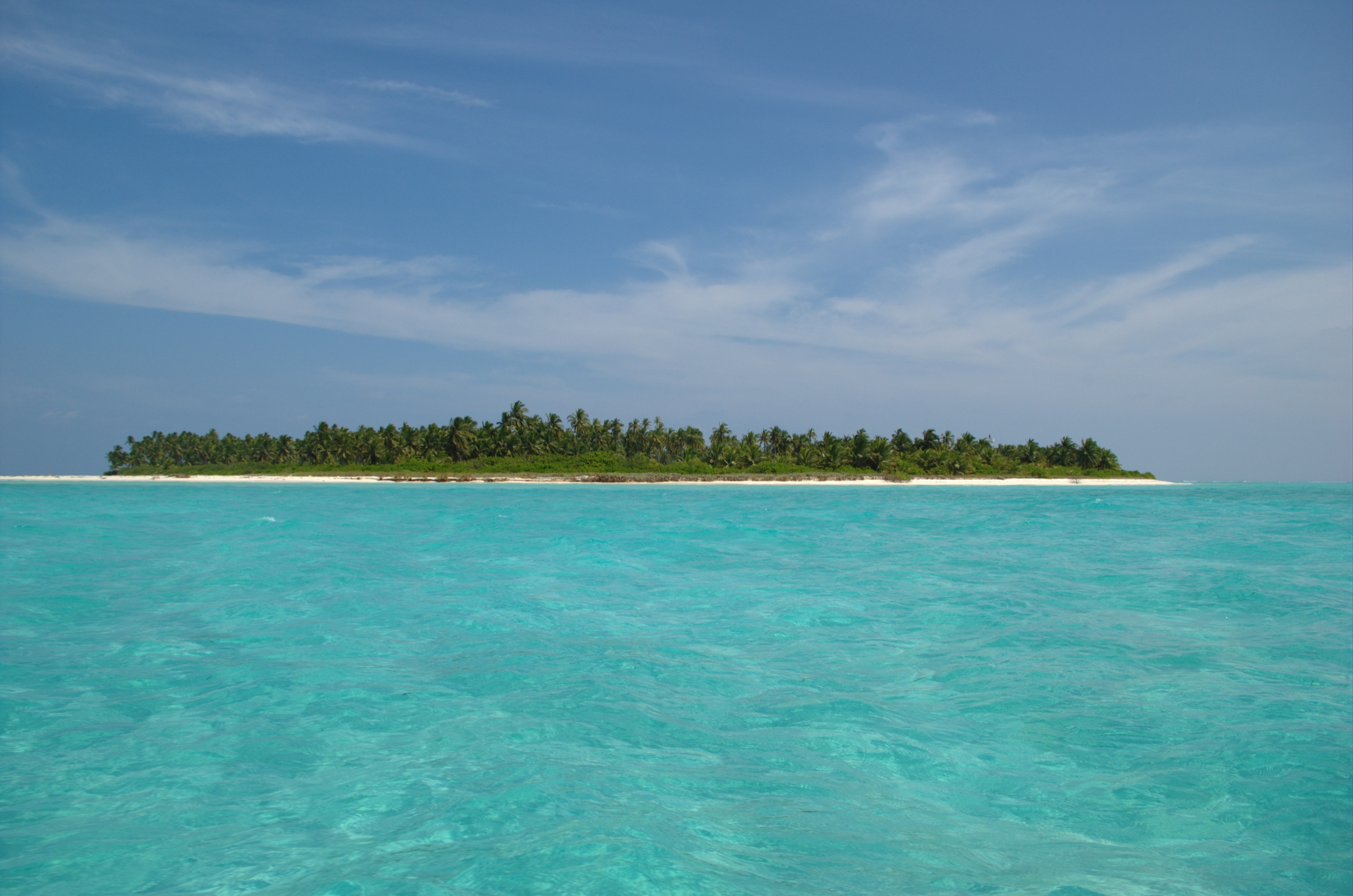
Obebodd ö i Lakshadweep.

En obebodd ö eller öde ö är en ö utan fast mänsklig befolkning. Sådana öar kan antingen tidigare ha varit befolkade men senare övergivits, till exempel Gotska Sandön i Östersjön, och Skellig Michael utanför Irland, medan andra aldrig haft permanent befolkning. Öar kan vara obebodda på grund av ogästvänligt klimat, svårtillgänglighet, eller naturskydd.
Obebodda öar förekommer ofta i äventyrsromaner- och filmer som Robinson Crusoe, Skattkammarön, Två års ferier och Flugornas herre. samt andra fiktiva berättelser för att skildra ensamma människors kamp mot naturen, ofta efter skeppsbrott.

### Fotnoter
1. ↑  Lotta Olsson (18 april 2015). ”Livet efter apokalypsen. Spänning med briljanta porträtt”. Dagens nyheter. http://www.dn.se/arkiv/kultur/livet-efter-apokalypsen-spanning-med-briljanta-portratt/. Läst 8 oktober 2016.